# Metopina nepheloptera
Metopina nepheloptera är en tvåvingeart som beskrevs av Rudolf Beyer 1966. Metopina nepheloptera ingår i släktet Metopina och familjen puckelflugor. Inga underarter finns listade i Catalogue of Life.